# 加地盛時
加地 盛時（かじ もりとき）は、戦国時代の武将。三好氏の家臣。

## 略歴
三好氏に仕えていた加地氏は、やや上の世代に加地為利(丹後守)と加地久勝(権助)がいるが、互いの関係は不明である。
永禄4年(1561年)頃は、紀伊国の根来衆と戦っていた三好実休に付き従って畿内で活動しており、河内国の観心寺には同日の日付けで書状を送っている。
永禄5年(1562年)、実休が戦死した後、三好康長・盛政らと連名で8月に「髙屋在城衆連署掟書」、11月に「高屋在城衆起請文」を出した。『多聞院日記』によると、永禄11年3月(1568年)の時点でも、盛時は変わらず高屋衆として三好盛政らと行動している。ただし、同年9月には足利義昭と織田信長の上洛により、三好氏は高屋城を畠山秋高に明け渡している。

## 加地為利と又五郎
享禄元年（1528年）、大徳寺の塔頭・徳禅寺の所領・松ヶ崎村の3段をめぐる諍いでは、塩田胤光と小原親忠から加地為利(丹後守)宛てと加地又五郎宛てに書状が出されている。後者は「丹州より御申と申、又貴所より可承候間如此候、此等趣丹州へ御申肝要候」と、又五郎が為利と近しい関係であることを前提にした内容になっている。

## 庄田八幡神社と加地六郎兵衛
淡路国三原郡庄田村（現在の兵庫県南あわじ市倭文庄田)の庄田八幡神社は天文8年(1539年)に改築されており、神社と当地の加地家に残る文字瓦には、加地左京之進と加地六郎兵衛の名が刻まれている。

## 六郎兵衛の子の又五郎
『昔阿波物語』によると、「實休様のお守り加地六郎兵衛」の子もやはり加地又五郎という名で、天正3年(1575年)、三好康長が織田信長に高屋城の戦いで敗れ降伏した後は、15歳の又五郎が籠る「しほり城」だけが信長に抵抗を続けたが、やがて落城し又五郎は阿波国へと落ちのびた。
天正5年(1577年)、三好長治が自害に追い込まれた際は、17歳の又五郎もともに自害した。三好長治と一緒に自害した人物の名は、『三好記』や『南海通記』では梶木又五郎、『阿波志』では柁井又五郎となっている。